# Ayrton Azzopardi
Ayrton Azzopardi (ur. 12 września 1993) – maltański piłkarz grający na pozycji pomocnika. Obecnie jest zawodnikiem klubu Hibernians FC.

## Kariera piłkarska
Azzopardi jest wychowankiem klubu Hibernians FC, w którym nieprzerwanie występuje od początku profesjonalnej kariery.

## Kariera reprezentacyjna
W reprezentacji Malty zadebiutował 12 października 2012 roku w meczu eliminacji MŚ z Czechami. Na boisku pojawił się w 89 minucie meczu.
| Mecze i gole w reprezentacji | Mecze i gole w reprezentacji | Mecze i gole w reprezentacji | Mecze i gole w reprezentacji | Mecze i gole w reprezentacji | Mecze i gole w reprezentacji | Mecze i gole w reprezentacji |
| #                            | Data                         | Stadion                      | Rywal                        | Wynik                        | Gol                          | Rozgrywki                    |
| 2012                         | 2012                         | 2012                         | 2012                         | 2012                         | 2012                         | 2012                         |
| ---------------------------- | ---------------------------- | ---------------------------- | ---------------------------- | ---------------------------- | ---------------------------- | ---------------------------- |
| 1.                           | 12.10.2012                   | Pilzno, Czechy               | Czechy                       | 1:3                          | 0                            | El. MŚ 2014                  |

## Sukcesy
Hibernians
- Puchar Malty: 2012, 2013